# تشيلسي موسم 1905–06
كان موسم 1905–06 هو أول موسم تنافسي وأول عام منذ تأسيس نادي تشيلسي لكرة القدم. تم انتخاب تشيلسي مؤخرًا لدوري كرة القدم، وتنافس في دوري الدرجة الثانية. تحت قيادة المدرب واللاعب الشاب جاك روبرتسون، أنهى تشيلسي الدوري في المركز الثالث برصيد 53 نقطة (وفقًا لنظام النقطتين للفوز)، وفشل في الصعود بعد سلسلة متأخرة من الأداء السيئ. عانى المتقاعدون أيضًا من سوء الحظ في كأس الاتحاد الإنجليزي، حيث أجبرهم تعارض الجدول الزمني على لعب فريق احتياطي هواة في الغالب ضد كريستال بالاس غير المنتمي للدوري، وخسروا 7-1 في الجولة التأهيلية الثالثة.

## التكوين والاستعداد للموسم الجديد

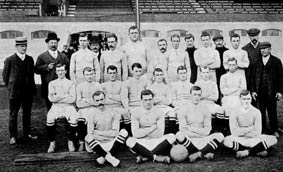
أول فريق تشيلسي في سبتمبر 1905.

تأسس نادي تشيلسي لكرة القدم في 10 مارس 1905 على الرغم من أن وجود النادي في البداية كان يعوقه عدد من المشاكل. نظرًا لوجود فريق اسمه نادي فولهام في منطقة فولهام الحضرية، كان لا بد من تحديد اسم للنادي. بعد رفض أندية لندن لكرة القدم، وكنسينغتون لكرة القدم ، وستامفورد بريدج لكرة القدم،  تم الاتفاق على اسم البلدة المجاورة، وهي البلدة الحضرية لتشيلسي.
تم اعتماد القمصان الزرقاء للفريق من قبل مؤسس النادي وأول رئيس له، جوس ميرز، إلى جانب السراويل البيضاء والجوارب الزرقاء الداكنة. نشأت مشاكل أخرى عندما تم رفض دخول الفريق إلى الدوري الجنوبي بعد اعتراضات من فولهام وتوتنهام هوتسبير، لذلك تم التقدم بطلب القبول في دوري كرة القدم. وقد تمت الموافقة على ترشيحهم في الاجتماع العام السنوي لدوري كرة القدم في 29 مايو 1905. تم تعيين الدولي الاسكتلندي جون روبرتسون كأول لاعب ومدير للنادي، وهو لاعب وسط والذي سجل أول هدف تنافسي لتشيلسي في فوز 1-0 على بلاكبول. بعد ذلك، قام النادي بتجنيد العديد من اللاعبين المتميزين من فرق أخرى، بما في ذلك حارس المرمى الذي يبلغ وزنه 22 ستون ويليام "فاتي" فولك الذي كان يلعب سابقًا في شيفيلد يونايتد، والمهاجم جيمي ويندريدج الذي جاء من سمول هيث.
كان تشيلسي أحد الفرق الأربعة الجديدة التي انضمت إلى دوري كرة القدم، والفرق الثلاثة الأخرى هي هال سيتي، وليدز سيتي، وكلابتون أورينت.